# 朱祐槤
德興恭簡王朱祐槤（1499年—1547年），明朝第二代德興王，德興莊僖王朱見㴫嫡長子。

## 生平
正德十六年（1521年）八月，明世宗冊封朱祐槤為德興王。
嘉靖二十六年（1547年）去世，世宗賜祭葬如例，其墓在鄱陽縣龍吼山。嘉靖二十九年（1550年）十二月，其庶長子朱厚𤉹即位。

## 子孫
- 庶長子：德興端順王朱厚𤉹
- 第二子：鎮國將軍朱厚焩[6]，無子[7]
- 第三子：鎮國將軍朱厚㸌[6]，無子[7]
- 第四子：鎮國將軍朱厚炋[7]
  - 第一子：輔國將軍朱載䡜[7]
    - 嫡長子：朱翊𨨯，萬曆三十年（1602年）十二月賜名[8]

## 評價
敬順事上，平易不訾。